# Такер, Роберт Уоррен
Роберт Уоррен Такер (англ. Robert Warren Tucker; 25 августа 1924, Инспирейшн, Аризона — 7 февраля 2025) — американский писатель и преподаватель, почётный профессор американской внешней политики Школы перспективных международных исследований имени Нитце в Университете Джонса Хопкинса, советолог. Член Американской академии искусств и наук.
Такер получил степень бакалавра в Военно-морской академии США в 1945 году. В 1949 году он получил степень доктора философии в области политических наук в Калифорнийском университете, Беркли Соредактор «The National Interest» с 1985 по 1990 год. С 1982 по 1987 год Президент Института Лермана (англ. Lehrman Institute). Постоянный автор Foreign Affairs, World Policy Journal, The National Interest, Harpers и The New Republic. Его книга 1977 года «Неравенство народов» (англ. The Inequality of Nations) — это весьма скептический анализ усилий стран третьего мира по перераспределению власти и богатства в системе международных отношений. С 2015 года Такер жил в Санта-Фе, штат Нью-Мексико, и продолжал писать книги и статьи.
Умер 7 февраля 2025 года в возрасте 100 лет.

## Труды

### Монографии
- The Law of War and Neutrality at Sea (1955)
- The Just War (Johns Hopkins, 1960)
- Nation or Empire? The Debate over American Foreign Policy (Johns Hopkins, 1968)
- The Radical Left and American Foreign Policy (Johns Hopkins, 1971)
- The Inequality of Nations (Basic Books, 1977)
- The Nuclear Debate: Deterrence and the Lapse of Faith (Holmes and Meier, 1985)
- Woodrow Wilson and the Great War: Reconsidering America’s Neutrality 1914—1917 (2007)

### В соавторстве с Дэвидом Хендриксоном
- Force, Order and Justice (Robert E Osgood, 1967)
- The Fall of the First British Empire: Origins of the War of American Independence (Johns Hopkins, 1982).
- Empire of Liberty: The Statecraft of Thomas Jefferson (Oxford University Press, 1990)
- The Imperial Temptation: The New World Order and America’s Purpose (Council on Foreign Relations, 1992)

### Статьи
- «A Test of Power» by Robert W. Tucker and David C. Hendrickson The National Interest, 09.01.2006
- «The Sources of American Legitimacy» by Robert W. Tucker and David C. Hendrickson Foreign Affairs, November/December 2004
- «Thomas Jefferson and American Foreign Policy» by Robert W. Tucker and David C. Hendrickson Foreign Affairs, Spring 1990